# Leubok Mane
Leubok Mane is een bestuurslaag in het regentschap Aceh Utara van de provincie Atjeh, Indonesië. Leubok Mane telt 700 inwoners (volkstelling 2010).